# Tammelan stadion
Il Tammelan stadion è uno stadio di calcio a Tampere, in Finlandia. Inaugurato nel 1931, è stato poi ristrutturato nel 1993. Ospita le partite dell'Ilves in Veikkausliiga e del TPV e del Tampere United in Kakkonen.
Visto che lo stadio attuale non soddisfa i criteri della Veikkausliiga, la città di Tampere ha deciso di sostituirlo con un nuovo stadio di 6500 posti, che soddisfi i criteri della categoria 3 della UEFA.